# Puchar Świata w lotach narciarskich 2011/2012
Puchar Świata w lotach narciarskich 2011/2012 – 15. edycja Pucharu Świata w lotach narciarskich (stanowiącego część Pucharu Świata w skokach narciarskich), która rozpoczęła się 15 stycznia 2012 w Bad Mitterndorf, a zakończyła się 18 marca 2012 w Planicy. Rozegrano 5 konkursów indywidualnych oraz 2 drużynowe.

## Kalendarz zawodów
| Lp.                                                                  | Data                                                                 | Miejscowość                                                          | HS                                                                   | Uwagi                                                                | 1. miejsce                                                                              | 2. miejsce                                                                              | 3. miejsce                                                                        |
| -------------------------------------------------------------------- | -------------------------------------------------------------------- | -------------------------------------------------------------------- | -------------------------------------------------------------------- | -------------------------------------------------------------------- | --------------------------------------------------------------------------------------- | --------------------------------------------------------------------------------------- | --------------------------------------------------------------------------------- |
| 1.                                                                   | 15 stycznia 2012                                                     | Bad Mitterndorf                                                      | HS-200                                                               | [ a ]                                                                | Robert Kranjec                                                                          | Thomas Morgenstern                                                                      | Anders Bardal                                                                     |
| 2.                                                                   | 15 stycznia 2012                                                     | Bad Mitterndorf                                                      | HS-200                                                               | [ a ]                                                                | Anders Bardal                                                                           | Daiki Itō                                                                               | Kamil Stoch                                                                       |
| 3.                                                                   | 18 lutego 2012                                                       | Oberstdorf                                                           | HS-213                                                               | –                                                                    | Martin Koch                                                                             | Daiki Itō                                                                               | Simon Ammann                                                                      |
| 4.                                                                   | 19 lutego 2012                                                       | Oberstdorf                                                           | HS-213                                                               | druż.                                                                | Słowenia 1. Jurij Tepeš 2. Jure Šinkovec 3. Peter Prevc 4. Robert Kranjec               | Austria 1. Thomas Morgenstern 2. Martin Koch 3. Andreas Kofler 4. Gregor Schlierenzauer | Norwegia 1. Anders Fannemel 2. Rune Velta 3. Tom Hilde 4. Anders Bardal           |
| 5.                                                                   | 16 marca 2012                                                        | Planica                                                              | HS-215                                                               | –                                                                    | Robert Kranjec                                                                          | Simon Ammann                                                                            | Martin Koch                                                                       |
| 6.                                                                   | 17 marca 2012                                                        | Planica                                                              | HS-215                                                               | druż.                                                                | Austria 1. Thomas Morgenstern 2. Andreas Kofler 3. Gregor Schlierenzauer 4. Martin Koch | Norwegia 1. Rune Velta 2. Anders Fannemel 3. Bjørn Einar Romøren 4. Anders Bardal       | Niemcy 1. Maximilian Mechler 2. Severin Freund 3. Andreas Wank 4. Richard Freitag |
| 7.                                                                   | 18 marca 2012                                                        | Planica                                                              | HS-215                                                               | [ b ]                                                                | Martin Koch                                                                             | Simon Ammann                                                                            | Robert Kranjec                                                                    |
| Puchar Świata w lotach narciarskich 2011/2012 – klasyfikacja końcowa | Puchar Świata w lotach narciarskich 2011/2012 – klasyfikacja końcowa | Puchar Świata w lotach narciarskich 2011/2012 – klasyfikacja końcowa | Puchar Świata w lotach narciarskich 2011/2012 – klasyfikacja końcowa | Puchar Świata w lotach narciarskich 2011/2012 – klasyfikacja końcowa | Robert Kranjec                                                                          | Martin Koch                                                                             | Simon Ammann                                                                      |

## Klasyfikacja generalna
| Miejsce | Imię i nazwisko          | Reprezentacja | Tauplitz 15/01/2012 | Tauplitz 15/01/2012 | Tauplitz 15/01/2012 | Tauplitz 15/01/2012 | Oberstdorf 18/02/2012 | Oberstdorf 18/02/2012 | Planica 16/03/2012 | Planica 16/03/2012 | Planica 18/03/2012 | Planica 18/03/2012 | Punkty w klasyfikacji generalnej |
| Miejsce | Imię i nazwisko          | Reprezentacja | Miejsce             | Punkty              | Miejsce             | Punkty              | Miejsce               | Punkty                | Miejsce            | Punkty             | Miejsce            | Punkty             | Punkty w klasyfikacji generalnej |
| ------- | ------------------------ | ------------- | ------------------- | ------------------- | ------------------- | ------------------- | --------------------- | --------------------- | ------------------ | ------------------ | ------------------ | ------------------ | -------------------------------- |
| 1       | Robert Kranjec           | Słowenia      | 1                   | 100                 | 5                   | 45                  | 4                     | 50                    | 1                  | 100                | 3                  | 60                 | 355                              |
| 2       | Martin Koch              | Austria       | 11                  | 24                  | 14                  | 18                  | 1                     | 100                   | 3                  | 60                 | 1                  | 100                | 302                              |
| 3       | Simon Ammann             | Szwajcaria    | 10                  | 26                  | 8                   | 32                  | 3                     | 60                    | 2                  | 80                 | 2                  | 80                 | 278                              |
| 4       | Daiki Itō                | Japonia       | 4                   | 50                  | 2                   | 80                  | 2                     | 80                    | 4                  | 50                 | 16                 | 15                 | 275                              |
| 5       | Anders Bardal            | Norwegia      | 3                   | 60                  | 1                   | 100                 | 12                    | 22                    | 12                 | 22                 | 23                 | 8                  | 212                              |
| 6       | Kamil Stoch              | Polska        | 6                   | 40                  | 3                   | 60                  | 6                     | 40                    | 9                  | 29                 | 11                 | 24                 | 193                              |
| 7       | Thomas Morgenstern       | Austria       | 2                   | 80                  | 4                   | 50                  | 15                    | 16                    | 21                 | 10                 | 12                 | 22                 | 178                              |
| 8       | Gregor Schlierenzauer    | Austria       | 7                   | 36                  | 30                  | 1                   | 7                     | 36                    | 5                  | 45                 | 4                  | 50                 | 168                              |
| 9       | Severin Freund           | Niemcy        | 12                  | 22                  | 9                   | 29                  | 10                    | 26                    | 7                  | 36                 | 6                  | 40                 | 153                              |
| 10      | Roman Koudelka           | Czechy        | 30                  | 1                   | 6                   | 40                  | 5                     | 45                    | 13                 | 20                 | 14                 | 18                 | 124                              |
| 11      | Richard Freitag          | Niemcy        | 33                  | 0                   | 10                  | 26                  | 18                    | 13                    | 8                  | 32                 | 5                  | 45                 | 116                              |
| 12      | Andreas Kofler           | Austria       | 14                  | 18                  | 26                  | 5                   | 19                    | 12                    | 6                  | 40                 | 7                  | 36                 | 111                              |
| 13      | Taku Takeuchi            | Japonia       | 20                  | 11                  | 7                   | 36                  | 16                    | 15                    | 19                 | 12                 | 22                 | 9                  | 83                               |
| 14      | Rune Velta               | Norwegia      | 8                   | 32                  | 11                  | 24                  | 17                    | 14                    | 29                 | 2                  | 30                 | 1                  | 73                               |
| 15      | Bjørn Einar Romøren      | Norwegia      | 27                  | 4                   | 37                  | 0                   | 20                    | 11                    | 10                 | 26                 | 9                  | 29                 | 70                               |
| 16      | Anders Fannemel          | Norwegia      | –                   | –                   | –                   | –                   | 14                    | 18                    | 11                 | 24                 | 10                 | 26                 | 68                               |
| 17      | Lukáš Hlava              | Czechy        | –                   | –                   | –                   | –                   | 9                     | 29                    | 16                 | 15                 | 13                 | 20                 | 64                               |
| 18      | Peter Prevc              | Słowenia      | 21                  | 10                  | 13                  | 20                  | 8                     | 32                    | –                  | –                  | –                  | –                  | 62                               |
| 19      | Vegard Haukø Sklett      | Norwegia      | 5                   | 45                  | 15                  | 16                  | 38                    | 0                     | –                  | –                  | –                  | –                  | 61                               |
| 19      | Jurij Tepeš              | Słowenia      | 18                  | 13                  | 38                  | 0                   | 31                    | 0                     | 15                 | 16                 | 8                  | 32                 | 61                               |
| 21      | Andreas Wank             | Niemcy        | 38                  | 0                   | 20                  | 11                  | 13                    | 20                    | 14                 | 18                 | 20                 | 11                 | 60                               |
| 22      | Johan Remen Evensen      | Norwegia      | 9                   | 29                  | 12                  | 22                  | 26                    | 5                     | –                  | –                  | –                  | –                  | 56                               |
| 23      | Piotr Żyła               | Polska        | 17                  | 14                  | 22                  | 9                   | 28                    | 3                     | 24                 | 7                  | 21                 | 10                 | 43                               |
| 24      | David Zauner             | Austria       | 22                  | 9                   | 19                  | 12                  | 23                    | 8                     | 25                 | 6                  | 26                 | 5                  | 40                               |
| 25      | Wolfgang Loitzl          | Austria       | 42                  | 0                   | 18                  | 13                  | –                     | –                     | 23                 | 8                  | 14                 | 18                 | 39                               |
| 26      | Michael Neumayer         | Niemcy        | 15                  | 16                  | 16                  | 15                  | 27                    | 4                     | 31                 | 0                  | 29                 | 2                  | 37                               |
| 27      | Jure Šinkovec            | Słowenia      | 31                  | 0                   | 23                  | 8                   | 21                    | 10                    | 26                 | 5                  | 18                 | 13                 | 36                               |
| 27      | Dienis Korniłow          | Rosja         | 24                  | 7                   | 36                  | 0                   | 25                    | 6                     | 20                 | 11                 | 19                 | 12                 | 36                               |
| 29      | Maximilian Mechler       | Niemcy        | 27                  | 4                   | 17                  | 14                  | –                     | –                     | –                  | –                  | 23                 | 8                  | 26                               |
| 30      | Tom Hilde                | Norwegia      | –                   | –                   | –                   | –                   | 11                    | 24                    | –                  | –                  | –                  | –                  | 24                               |
| 31      | Janne Happonen           | Finlandia     | 13                  | 20                  | 29                  | 2                   | –                     | –                     | –                  | –                  | 31                 | 0                  | 22                               |
| 32      | Maciej Kot               | Polska        | 37                  | 0                   | 27                  | 4                   | –                     | –                     | 17                 | 14                 | –                  | –                  | 18                               |
| 32      | Kenneth Gangnes          | Norwegia      | 23                  | 8                   | 21                  | 10                  | –                     | –                     | –                  | –                  | –                  | –                  | 18                               |
| 34      | Jakub Janda              | Czechy        | 19                  | 12                  | 33                  | 0                   | –                     | –                     | 37                 | 0                  | 27                 | 4                  | 16                               |
| 35      | Olli Muotka              | Finlandia     | 16                  | 15                  | 34                  | 0                   | –                     | –                     | –                  | –                  | –                  | –                  | 15                               |
| 36      | Sebastian Colloredo      | Włochy        | 40                  | 0                   | 31                  | 0                   | –                     | –                     | –                  | –                  | 17                 | 14                 | 14                               |
| 37      | Aleksander Zniszczoł     | Polska        | –                   | –                   | –                   | –                   | –                     | –                     | 18                 | 13                 | –                  | –                  | 13                               |
| 37      | Anssi Koivuranta         | Finlandia     | 31                  | 0                   | 24                  | 7                   | 33                    | 0                     | –                  | –                  | 25                 | 6                  | 13                               |
| 39      | Andrea Morassi           | Włochy        | 26                  | 5                   | 32                  | 0                   | –                     | –                     | 26                 | 5                  | –                  | –                  | 10                               |
| 40      | Klemens Murańka          | Polska        | –                   | –                   | –                   | –                   | –                     | –                     | 22                 | 9                  | –                  | –                  | 9                                |
| 40      | Vincent Descombes Sevoie | Francja       | 54                  | 0                   | 42                  | 0                   | 22                    | 9                     | –                  | –                  | –                  | –                  | 9                                |
| 42      | Atle Pedersen Rønsen     | Norwegia      | 29                  | 2                   | 25                  | 6                   | –                     | –                     | –                  | –                  | –                  | –                  | 8                                |
| 43      | Krzysztof Miętus         | Polska        | –                   | –                   | –                   | –                   | 24                    | 7                     | 34                 | 0                  | –                  | –                  | 7                                |
| 43      | Michael Hayböck          | Austria       | 24                  | 7                   | 35                  | 0                   | –                     | –                     | –                  | –                  | –                  | –                  | 7                                |
| 45      | Noriaki Kasai            | Japonia       | –                   | –                   | –                   | –                   | 29                    | 2                     | 28                 | 3                  | –                  | –                  | 5                                |
| 46      | Dmitrij Wasiljew         | Rosja         | 36                  | 0                   | 28                  | 3                   | 36                    | 0                     | –                  | –                  | –                  | –                  | 3                                |
| 46      | Jaka Hvala               | Słowenia      | –                   | –                   | –                   | –                   | –                     | –                     | 32                 | 0                  | 28                 | 3                  | 3                                |
| 48      | Shōhei Tochimoto         | Japonia       | –                   | –                   | –                   | –                   | 30                    | 1                     | –                  | –                  | –                  | –                  | 1                                |
| 48      | Andreas Stjernen         | Norwegia      | –                   | –                   | –                   | –                   | –                     | –                     | 30                 | 1                  | –                  | –                  | 1                                |